# Večeras vas zabavljaju muzičari koji piju
Večeras vas zabavljaju muzičari koji piju – piąty studyjny album serbskiego zespołu Riblja čorba. Album ukazał się 14 marca 1984 roku nakładem wytwórni Jugoton. W 1998 album został sklasyfikowany na 80. miejscu listy 100 najlepszych rockowych i popowych albumów wydanych w byłej Jugosławii, opublikowanej w książce YU 100: najbolji albumi jugoslovenske rok i pop muzike (YU 100: najlepsze albumy jugosłowiańskiej rock i pop muzyki).

## Lista utworów
| Nr  | Tytuł utworu                | Słowa                  | Muzyka                              | Długość |
| --- | --------------------------- | ---------------------- | ----------------------------------- | ------- |
| 1.  | „Kazablanka”                | Bora Đorđević          | Momčilo Bajagić Bajaga              | 3:36    |
| 2.  | „Muzičari koji piju”        | Momčilo Bajagić Bajaga | Momčilo Bajagić Bajaga              | 2:16    |
| 3.  | „Mangupi vam kvare dete”    | Bora Đorđević          | Momčilo Bajagić Bajaga              | 1:58    |
| 4.  | „Džukele će me dokusuriti”  | Bora Đorđević          | Rajko Kojić, Momčilo Bajagić Bajaga | 3:16    |
| 5.  | „Nemoj da kažeš mome dečku” | Bora Đorđević          | Miša Aleksić, Bora Đorđević         | 3:37    |
| 6.  | „Gluposti”                  | Bora Đorđević          | Bora Đorđević                       | 3:11    |
| 7.  | „Priča o Žiki Živcu”        | Bora Đorđević          | Miša Aleksić                        | 3:00    |
| 8.  | „Besni psi”                 | Bora Đorđević          | Bora Đorđević                       | 4:17    |
| 9.  | „Kad hodaš”                 | Momčilo Bajagić Bajaga | Momčilo Bajagić Bajaga              | 4:01    |
| 10. | „Minut ćutanja”             | Bora Đorđević          | Rajko Kojić                         | 3:20    |
| 11. | „Ravnodušan prema plaču”    | Bora Đorđević          | Bora Đorđević                       | 3:15    |
|     |                             |                        |                                     | 35:47   |

## Twórcy
- Bora Đorđević – śpiew
- Rajko Kojić – gitary
- Momčilo Bajagić Bajaga – gitary
- Miša Aleksić – gitara basowa
- Vladimir Golubović – perkusja
- Kornelije Kovač – instrumenty klawiszowe, produkcja muzyczna
- Bob Painter, Aco Razbornik – nagranie
- Jugoslav Vlahović – opracowanie graficzne, fotografie[2]